# Suiza en los Juegos Olímpicos de Ámsterdam 1928
Suiza estuvo representada en los Juegos Olímpicos de Ámsterdam 1928 por un total de 133 deportistas que compitieron en 15 deportes.

## Medallistas
El equipo olímpico suizo obtuvo las siguientes medallas:
| Nombre | Deporte            | Competición                  |
| --- | ------------------ | ---------------------------- |
| Oro |                    |                              |
| Hermann Hänggi | Gimnasia artística | Caballo con arcos M          |
| Eugen Mack | Gimnasia artística | Salto de potro M             |
| Georges Miez | Gimnasia artística | Barra fija M                 |
| Georges Miez | Gimnasia artística | Concurso completo ind. M     |
| Hans Grieder August Güttinger Hermann Hänggi Eugen Mack Georges Miez Otto Pfister Eduard Steinemann Melchior Wezel | Gimnasia artística | Concurso completo por eqs. M |
| Ernst Kyburz | Lucha libre        | 79 kg M                      |
| Hans Bourquin Hans Schöchlin Karl Schöchlin                                                                        | Remo               | Dos con timonel (M2+) M      |
| Plata |                    |                              |
| Georges Miez | Gimnasia artística | Caballo con arcos M          |
| Hermann Hänggi | Gimnasia artística | Concurso completo ind. M     |
| Arnold Bögli | Lucha libre        | 87 kg M                      |
| Fritz Bösch Otto Bucher Ernst Haas Joseph Meyer Karl Schwegler                                                     | Remo               | Cuatro con timonel (M4+) M   |
| Bronce |                    |                              |
| Eugen Mack | Gimnasia artística | Barra fija M                 |
| Hermann Hänggi | Gimnasia artística | Paralelas M                  |
| Charles-Gustave Kuhn (Pepita)                                                                                      | Hípica             | Saltos ind.                  |
| Hans Minder | Lucha libre        | 61 kg M                      |